# マイ・フレンド・ダッフィー
『マイ・フレンド・ダッフィー』 (My Friend Duffy) とは、東京ディズニーシーで開催されているショー。

## 概要
ケープコッド･クックオフで開催されていた『ドナルドのボートビルダー』が2010年1月11日に終演となり、その後を継いで、2010年3月20日より公演開始した。
このショーには正確なタイムテーブルは公表されておらず、2つの内容のシーンを交互に繰り返して公演を行っている。
標準公演時間は基本的には11時頃から17時までだが、パークの営業時間、貸切イベント開催、メディテレーニアンハーバーでの大規模なショーの開催などにより変更、休演になる場合がある。
混雑日などは、整理券が配布されることもある。
公演場所ケープコッド･クックオフ（提供：日本コカ・コーラ株式会社）
公演時間
公演回数--
公演期間
- 2010年3月20日〜2020年2月29日

2011年3月15日よりショー内容（シーン1,シーン2）を収録したCDが、TDSパーク内限定で販売されている。
2014年1月20日より、ショー内容がリニューアルされた。
2014年6月24日よりショー内容（シーン2,シーン3）を収録した2枚目のCDが、TDSパーク内限定で販売されている。
2017年2月1日より、ショー内容がリニューアルされた。
2017年7月3日よりショー内容（シーン3,シーン4）を収録した3枚目のCDが、TDSパーク内限定で販売されている。

## ストーリー
2つの内容のシーンを交互に繰り返される。
シーン1は2014年1月5日で公演を終了し、2014年1月20日からはシーン2とシーン3を交互に公演していた。シーン2は2017年1月9日で公演を終了。2017年2月1日からはシーン3とシーン4を交互に公演している。

### シーン1
2014年1月5日までの公演。
ドナルドダックとデイジーダックがミニーマウスの家に遊びに行くと、ミニーは航海に出るミッキーマウスのために熊のぬいぐるみを作っていた。
ドナルド、デイジーと入れ替わりに訪れたミッキーに、ミニーは完成したばかりの熊のぬいぐるみを披露するが、この熊には未だ名前が無い。
マイケル? ピーター? どの名前もしっくりしなかったが、ぬいぐるみを入れて持ち歩くダッフルバッグもミニーが作っていたことから、ミッキーは「ダッフィー」と名付ける。
ミッキーとミニーの想いの力から、ダッフィーは大きくなり、しゃべり出すようになった。
使用楽曲
- かわいいクマちゃん
- キミはダッフィー
- スペシャル・ギフト （大切なミッキーへ）
- ボクはダッフィー
- スペシャル・ギフト （大切なミニーへ）
- マイ・フレンド・ダッフィー

### シーン2
2017年1月9日までの公演。
ダッフィーが独りで海岸を歩いていると、ケープコッドのポストマンであるティッピーブルーと出会う。
航海に出るというダッフィーにティッピーブルーは「海は怖いところ」と教える。怖がるダッフィーに、やってきたミッキーが海の向こうにある楽しいことを教える。
ミッキーとダッフィーは、ミニー、ドナルド、デイジー、ティッピーブルーに見送られて航海に出発する。
使用楽曲
- フレンドシップ〜たすけあおうよ
- 冒険に出かけよう
- フレンドシップ （リプライズ）
- マイ・フレンド・ダッフィー （フィナーレ）

### シーン3
2014年1月20日からの公演。シェリーメイがショーに登場するのは初めてではないが、台詞を発するのは本ショーが初めて。
たくさんのお土産を持ってミッキーとダッフィーは航海から戻ってきた。ミニーはミッキーとの再会を喜ぶが、ダッフィーはそんな2人を見て自分にもミッキーとミニーのような仲の良い友達が欲しいと考え、願い事を書いた手紙を自分の胸についた小瓶に入れ海に投げた。小瓶をひろったティッピーブルーは手紙をミニーに渡す。ミニーはダッフィーの願いに応えて、シェリーメイを作った。
使用楽曲
- わたしの願い
- きかせて冒険のおはなし
- ステキなプレゼント
- あたらしいお友だちフレンドシップ〜たすけあおうよ

### シーン4
2017年2月1日からの公演。ジェラトーニが登場。台詞を発するのは本ショーが初めて。
ある日ミッキーとメディテレーニアンハーバーを散歩していたダッフィーは食べていたジェラートを落としてしまった。するとネコの男の子ジェラトーニが現れ、落ちたジェラートを使って絵を描き始めた。二人はすぐに仲良くなり、ダッフィーは故郷であるケープコッドへジェラトーニを連れて帰り、ミニーとシェリーメイに新しい友達として紹介することにした。
使用楽曲
- わが家に帰ろう
- ぼくはジェラトーニ
- マイ・フレンド・ダッフィー・フレンドシップ

## 出演キャラクター
- ミッキーマウス
- ミニーマウス [3]
- ドナルドダック - シーン1、シーン2、シーン3のみ
- デイジーダック - シーン1、シーン2のみ
- ダッフィー
- ティッピーブルー - このショーのオリジナルキャラクター。ケープコッドでポストマンを勤めるカモメ。開演前には、建物内に設置されているモニターでショーの前説も行っている。
- シェリーメイ - シーン3、シーン4のみ
- ジェラトーニ - シーン4のみ